# 一硒化锗
一硒化锗是一种无机化合物，化学式为GeSe。它是一种黑色晶体，为正交晶系 （错位的NaCl构型）。在 ~650 °C的温度下，硒化锗的晶体结构会转变成 NaCl 的立方晶系。
为了生长GeSe晶体，GeSe粉末会在密封安瓿瓶的热端蒸发，并在冷端冷凝。通常硒化锗的晶体很小，并且显示出不规则生长的迹象。这主要是由气态介质中的对流运动引起的。但是，在天空实验室计划上，零重力和对流减少的条件下生长的GeSe会比在地球生长的硒化锗晶体大大约10倍，并且没有肉眼可见的缺陷。 